# Marta Krasińska

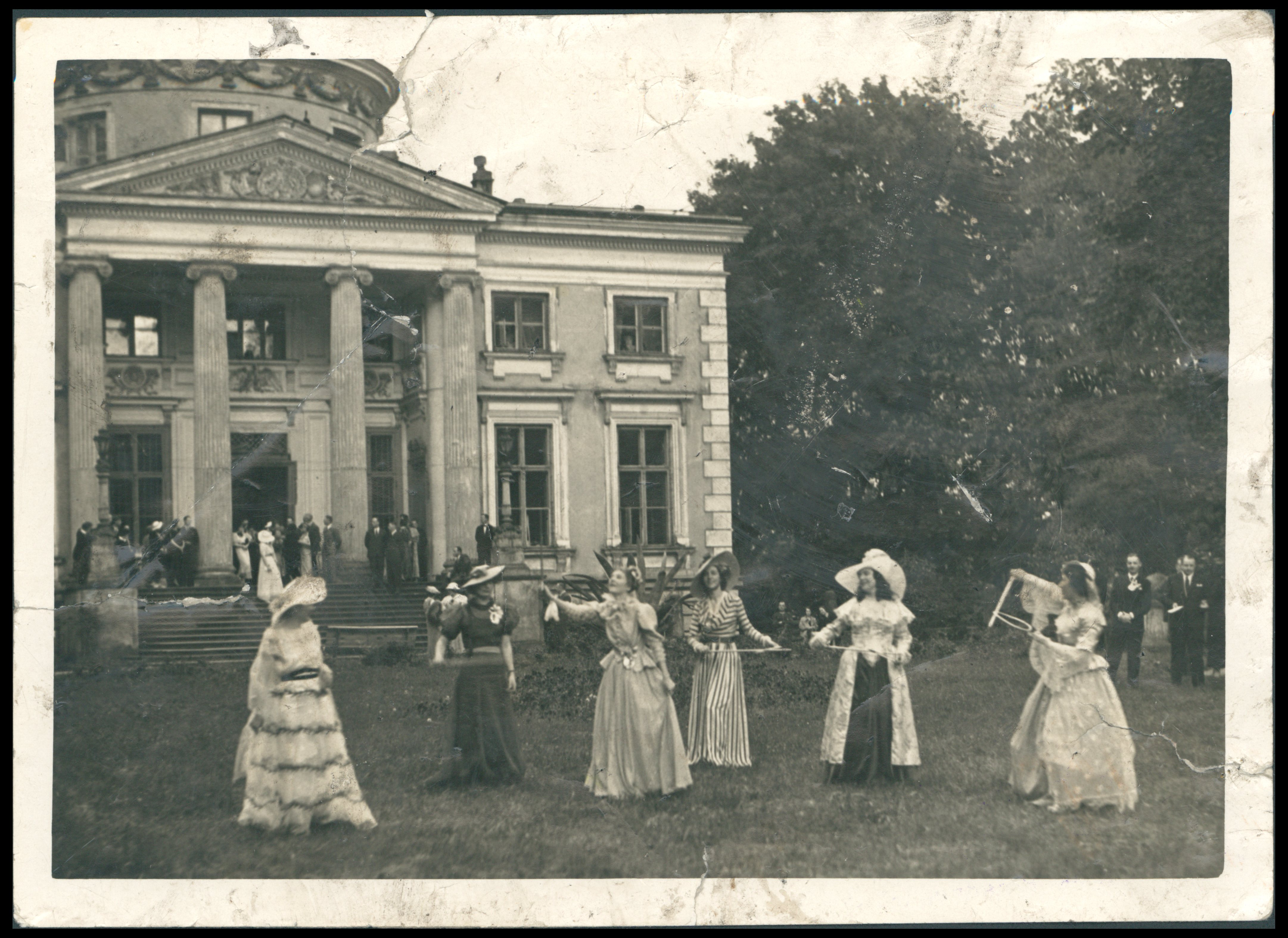
Goście balu Krasińskiej w 1936 w Królikarni

Marta Krasińska z domu Pusłowska herbu własnego, ps. „Monkgud” (ur. 1859, zm. 1943 w Nicei) – polska malarka, pisarka. Właścicielka Królikarni, współtwórczyni polskiego życia kulturalnego, politycznego i naukowego dwudziestolecia międzywojennego.

## Życiorys
Córka Wandalina Pusłowskiego i Jadwigi z Jezierskich. Dzieciństwo i młodość spędziła w majątku Mereczowszczyzna na Polesiu oraz w Warszawie.
20 czerwca 1882 r. poślubiła Kazimierza Krasińskiego, dla którego była drugą żoną. Para zamieszkała w Starej Wsi na Podlasiu, tam urodzili się ich synowie: Michał (1883–1939) i Franciszek (ur. 1885). W 1889 r. Krasińska odkupiła zespół pałacowo-parkowy Królikarnia (który po śmierci jej ojca w 1884 r. na kilka lat przeszedł w ręce Aleksandra Druckiego-Lubeckiego), po czym około 1900 r. przeniosła się do Warszawy. 
W czasie I wojny światowej wprowadziła zwyczaj cotygodniowych obiadów dla ważnych postaci świata kultury, nauki i polityki, z wykluczeniem przedstawicieli władz zaborczych. Jej salon towarzyski kontynuował działanie w dwudziestoleciu międzywojennym. Do gości Krasińskiej należeli: premier Julian Nowak, ministrowie Konstanty Skirmunt (krewny), Aleksander Meysztowicz i Karol Niezabytowski, Henryk Sienkiewicz, Władysław Reymont, Józef Weyssenhoff, Ignacy Chrzanowski, Zdzisław Dębicki, Ferdynand Goetel i Kazimierz Wierzyński, jak również Adam Grzymała-Siedlecki, Tatarkiewiczowie, Haleccy, Żółtowscy, Miłaszewscy i Stefan Godlewski. Grywali tam prywatnie Egon Petri i Wanda Landowska, śpiewały Maria Trąmpczyńska i Adela Comte-Wilgocka, a Emil Młynarski i Stanisław Kazuro przedstawiali Krasińskiej muzyków przyjezdnych lub dobrze rokujących debiutantów. Do grona jej gości z zagranicy należeli m.in. grupa francuskich biskupów odwiedzających Polskę, grupa delegatów na Międzynarodowy Kongres Historyków obradujący w Warszawie w 1933 r., późniejszy pierwszy premier Indii Jawaharlal Nehru, a także Paul Cazin, który miał zyskać jej przyjaźń. Krasińska organizowała też przyjęcia, które odbywały się w warszawskiej Królikarni, podczas których damy występowały w kreacjach z minionych epok.
Krasińska nie tylko przyjaźniła się z artystami, lecz także sama pisała i malowała. Przed I wojną światową miała wydać tom nowel pod pseudonimem Monkgud (rodowy przydomek Pusłowskich), napisała też wtedy powieść po francusku. Po przełożeniu utworu na polski wydała go w 1929 roku pod tytułem Wolny Ptak, dedykując go «mieszkańcom wsi, dworków i dworów litewskich». Współcześni rozpoznawali w postaciach aluzje do osób rzeczywistych. Jej twórczość malarska (pejzaże i portrety olejne) uległa zniszczeniu podczas pożaru Królikarni we wrześniu 1939 r. W grudniu 1939 r. nakłoniona przez rodzinę udała się drogą okrężną (przez Belgrad) do Francji. Zmarła u syna Franciszka w Nicei, została pochowana na cmentarzu w Montrésor.
Krasińska wspomagała zakład dla nieuleczalnie chorych, a jego pensjonariuszom pozwalała spacerować po ogrodzie Królikarni.